# Hip Hope Hits
Hip Hope Hits é uma coleção anual de canções de hip hop cristão. A série é produzida pela gravadora  tobyMac's Gotee Records, sob o nome de vários artistas. A série começou como uma coleção fora de um intitulado We Are Hip Hope. No final de 2004, o primeiro dos álbuns no formato atual, Hip Hope Hits 2005 foi lançado. Ele trazia muitos artistas e faixas mais bem como um disco avançado com um documentário sobre DJ Maj, um produtor de hip hop cristão proeminente, tendo produzido várias faixas do álbum.
Um DVD de vídeos de música também foi lançado junto com Hip Hope Hits 2005, com algumas das mesmas faixas e algumas faixas diferentes, e também o mesmo documentário. Desde então, um álbum e DVD foram lançados anualmente com os mais recentes, Hits Hip Hope 2009, sendo liberada em 03 de fevereiro de 2009. As compilações continua a apresentar mais faixas e mais ou remixes exclusivos de Hip Hope e não retirado próprio álbum de um artista.